# ويليام هاريسون
ويليام هاريسون (14 أغسطس 1875 في المملكة المتحدة - 23 مارس 1937 في المملكة المتحدة) (بالإنجليزية: William Harrison) هو لاعب كريكت بريطاني (وحمل سابقاً جنسية المملكة المتحدة لبريطانيا العظمى وأيرلندا). لعب مع نادي مقاطعة ستافوردشاير للكريكت ‏.

## وصلات خارجية
- ويليام هاريسون على موقع إي آس بي آن كريك إنفو (الإنجليزية)